# Nekrolog 1967
Nekrolog
◄◄
| ◄
| 1963
| 1964
| 1965
| 1966
| 1967 | 1968 | 1969 | 1970 | 1971 | ► | ►►
1. Quartal |
2. Quartal |
3. Quartal |
4. Quartal 
Weitere Ereignisse | Allgemeiner Nekrolog 1967
Die Beschreibung der verstorbenen Person sollte so kurz wie möglich gehalten sein und nur deren signifikante Tätigkeit(en) enthalten.
Neue Namen ggf. auch unter dem Geburts- und Sterbedatum, also etwa unter 1. Januar und im Geburts- und Sterbejahr (2024) eintragen (nur bei entsprechender großer Wichtigkeit). Für Beispiele siehe die schon vorhandenen Artikel.
Außerdem über die fünf zuletzt Verstorbenen, zu denen es einen ausreichend guten Artikel für eine Präsentation auf der Hauptseite gibt, nach der todesbedingten Überarbeitung der Artikel ggf. auch unter Wikipedia Diskussion:Hauptseite informieren und sie am besten auch in den anderen Wikipedia-Sprachversionen eintragen. Tipp: Regelmäßig bei news.google.de nach „ist tot“, „gestorben“ oder „verstorben“ suchen.
Wenn eine Person gestorben ist, gibt es viele Seiten zu dieser Person in der Wikipedia, die davon auch betroffen sind und entsprechend aktualisiert werden müssen. Beispiele: Namenübersichtsseite, Geburtsjahr, Geburtsort-Seiten und viele mehr.
Wie finde ich die betroffenen Seiten?
Im Suchfeld auf der linken Seite gibt man den Suchbegriff so ein: „Vorname Nachname“. Dann klickt man auf Volltext und alle Seiten mit entsprechendem Suchtext werden aufgerufen. Hier sieht man dann schnell, wo auch das Todesjahr Sinn macht oder sogar ein Teil des Artikels angepasst werden muss. Auch hilft das „Werkzeug“ auf der linken Seite sehr gut, um solche Seiten aufzufinden: „Links auf diese Seite“. Somit ist die Wikipedia wieder aktuell in allen Bereichen! Hinweis: bei Eintragung der Kategorie „Gestorben JAHR“ wird der Missbrauchsfilter 49 ausgelöst, was jedoch nicht schlimm ist. Siehe: Spezial:Missbrauchsfilter/49
Dies ist eine Liste von im Jahr 1967 verstorbenen bekannten Persönlichkeiten. Die Einträge erfolgen innerhalb der einzelnen Daten alphabetisch sortiert. Tiere sind im Nekrolog für Tiere zu finden.
Die Liste ist nach Quartalen aufgeteilt:
- Nekrolog 1. Quartal 1967: Januar, Februar und März
- Nekrolog 2. Quartal 1967: April, Mai und Juni
- Nekrolog 3. Quartal 1967: Juli, August und September
- Nekrolog 4. Quartal 1967: Oktober, November und Dezember

## Datum unbekannt
| Mario Acerboni              | italienischer Radsportler, Motorradrennfahrer und Unternehmer                            |  |
| Felix Adam                  | deutscher Mandolinist, Zitherspieler, Gitarrist, Instrumentallehrer und Arrangeur        |  |
| Tom Armstrong               | englischer Fußballspieler                                                                |  |
| Harry William Hugh Armytage | britischer Offizier und Hamburger Stadtkommandant 1945/46                                |  |
| Günther Badtke              | deutscher Augenarzt und Hochschullehrer                                                  |  |
| Karl Bauer                  | deutscher Gewerkschafter und Politiker, Gegner des Nationalsozialismus                   |  |
| Hans Baumann                | deutscher Ingenieur, Eisenbahner, Redakteur und Hochschullehrer                          |  |
| Karl Berghof                | deutscher Bildhauer und Designer                                                         |  |
| Keshavrao Bhole             | indischer Filmkomponist des marathischen Films                                           |  |
| Fritz Bieligk               | deutscher Journalist und Politiker (SPD)                                                 |  |
| Emil Börner                 | deutscher Lehrer und erzgebirgischer Mundartdichter                                      |  |
| Bertha Braunthal            | deutsche Politikerin (USPD, KPD), Komintern-Mitarbeiterin                                |  |
| Hermann Breitenbach         | Schweizer klassischer Philologe und Gymnasiallehrer                                      |  |
| Max Bruhn                   | deutscher Verleger, Kaufmann und Kunsthändler                                            |  |
| Walter Buckingham           | US-amerikanischer Hochschullehrer                                                        |  |
| Cheng Wing Kwong            | chinesischer Taijiquan-Meister                                                           |  |
| Roberto Córdova             | mexikanischer Jurist und Richter am Internationalen Gerichtshof                          |  |
| Félicien Courbet            | belgischer Wasserballspieler und Schwimmer                                               |  |
| Gustaf W. Cronquist         | schwedischer Fotograf                                                                    |  |
| Dusza Czara-Rosenkranz      | Bukowiner Dichterin, Journalistin, Übersetzerin und Propagandistin                       |  |
| Rudolf Diederichs           | deutscher Bundesrichter                                                                  |  |
| Guillermo Douglas           | uruguayischer Ruderer                                                                    |  |
| Bruno Eckerl                | österreichischer Rechtsanwalt und Fußballfunktionär                                      |  |
| Lajos Egri                  | ungarisch-amerikanischer Autor                                                           |  |
| Susanne Engelhart           | österreichische Schauspielerin                                                           |  |
| Romildo Etcheverry          | bolivianischer Fußallspieler                                                             |  |
| Leo Eysoldt                 | deutscher Pianist, Dirigent, Komponist und Arrangeur im Bereich der Unterhaltungsmusik   |  |
| Louis Fierens               | belgischer Bogenschütze                                                                  |  |
| Oskar Georg Fischbach       | deutscher Jurist und Ministerialrat                                                      |  |
| Eduardo Fornarini           | italienischer Musikpädagoge und Komponist                                                |  |
| Georg Fritz                 | deutscher Maler und Grafiker                                                             |  |
| Rudolf Gangloff             | deutscher Bildhauer und Bildschnitzer                                                    |  |
| Herman Gehrig               | deutscher Architekt                                                                      |  |
| Curt Goetz-Pflug            | deutscher Regisseur und Drehbuchautor                                                    |  |
| Georg Gravenhorst           | deutscher Ministerialbeamter und Versicherungsmanager                                    |  |
| John Greve                  | deutscher Konstrukteur und Unternehmer                                                   |  |
| Guan Pinghu                 | Spieler der chinesischen siebensaitigen Wölbbrettzither "guqin"                          |  |
| Octave Guillonnet           | französischer Maler                                                                      |  |
| Viktor Haefner              | deutscher Pilot                                                                          |  |
| Norwood Russell Hanson      | US-amerikanischer Wissenschaftstheoretiker                                               |  |
| Albert Leon Henne           | belgisch-US-amerikanischer Chemiker                                                      |  |
| Mary Gibson Henry           | US-amerikanische Botanikerin                                                             |  |
| William Eugene Higby        | US-amerikanischer Politiker                                                              |  |
| Leo Hilberath               | deutscher Kommunalwissenschaftler, Volkswirt und Soziologe                               |  |
| Fritz Reinhold Holmer       | schwedischer Maler und Zeichner                                                          |  |
| Léonard Jenni               | Schweizer Jurist und Frauenrechtler                                                      |  |
| Franz Kaiser                | deutscher Unternehmer                                                                    |  |
| Anton Karnbaum              | deutscher Lehrer und Ministerialbeamter                                                  |  |
| Thomas J. Kiernan           | irischer Diplomat                                                                        |  |
| Hans Kleinschmidt           | deutscher Architekt und Eisenbahn-Baubeamter                                             |  |
| Anton Kohl                  | deutscher Regisseur und Theaterintendant                                                 |  |
| Max Kuczynski               | deutsch-peruanischer Anthropologe                                                        |  |
| Wilhelm Kuh                 | deutscher Maler und Zeichner                                                             |  |
| Franz Lechthaler            | deutscher Polizeioffizier und Täter des Holocaust                                        |  |
| Ludwig Leist                | deutscher Verwaltungsbeamter, SA-Führer und Stadthauptmann                               |  |
| Nils Löfgren                | schwedischer Chemiker                                                                    |  |
| Luo Mingyou                 | chinesischer Filmproduzent und Regisseur                                                 |  |
| Mihail Macrea               | rumänischer Archäologe, Historiker und Hochschullehrer                                   |  |
| Friedemund Madaus           | deutscher Industrieller                                                                  |  |
| Emil Ferdinand Malkowsky    | deutscher Journalist und Autor                                                           |  |
| Juri Petrowitsch Maslakowez | russischer Physiker und Hochschullehrer                                                  |  |
| Willard McDaniel            | US-amerikanischer Rhythm & Blues und Jazzpianist                                         |  |
| Kaspar Ludwig Merkl         | deutscher Apotheker, Autor und Maler                                                     |  |
| Robert Johannes Meyer       | deutscher Jurist                                                                         |  |
| Wiktor Michałowski          | polnischer Kryptoanalytiker                                                              |  |
| Rudolf Möller               | deutscher Maler                                                                          |  |
| Mela Muter                  | polnisch-französische Malerin                                                            |  |
| Roman Najuch                | deutscher Tennislehrer und einer der ersten professionellen Tennisspieler in Deutschland |  |
| Nguyễn Chí Thanh            | vietnamesischer General und Guerillakämpfer                                              |  |
| Kaete Nick-Jaenicke         | deutsche Konzertsängerin und Gesangslehrerin                                             |  |
| Josef Maria Nielen          | deutscher katholischer Theologe                                                          |  |
| Pedro Miguel Obligado       | argentinischer Schriftsteller                                                            |  |
| Hugo Oelze                  | deutscher Jurist, Kaufmann und Kunstsammler                                              |  |
| Rudolf Olbricht             | deutscher Schriftsteller                                                                 |  |
| Manuel Ortiz Monasterio     | mexikanischer Architekt                                                                  |  |
| Max Ostermann               | österreichischer Mediziner und Chefredakteur                                             |  |
| Albert Pellens              | deutscher evangelisch-lutherischer Theologe, Superintendent in Hameln                    |  |
| Kuno Petsch                 | deutscher Komponist                                                                      |  |
| Karl Pfirsch                | deutscher Manager bei Krupp                                                              |  |
| Gastone Pierini             | italienischer Gewichtheber                                                               |  |
| Giuseppe Pizzigoni          | italienischer Architekt                                                                  |  |
| Arturo Porro                | italienischer Mittelstreckenläufer                                                       |  |
| Anton Poschacher            | österreichischer Steinmetz, Industrieller                                                |  |
| Curt Protze                 | deutscher Kapellmeister, Organist und Komponist                                          |  |
| Boris Lwowitsch Puschkin    | sowjetischer Fotograf                                                                    |  |
| Paul Raabe                  | deutscher Industriemanager                                                               |  |
| August Rebmann              | deutscher Lehrer, Archivar und Heimatforscher                                            |  |
| Fritz Reinicke              | deutscher Politiker                                                                      |  |
| Teodor Rudenco              | rumänischer Diplomat                                                                     |  |
| Ludwig Rühle                | deutscher Mundart- und Heimatdichter in Mittelhessen                                     |  |
| Enrique Ruiz Guiñazú        | argentinischer Politiker und Diplomat                                                    |  |
| Samson Schames              | deutsch-amerikanischer Maler                                                             |  |
| Margarethe Schlemüller      | deutsche Opernsängerin (Sopran)                                                          |  |
| Kurt Schubert               | deutscher Pfarrer und Politiker (CDU)                                                    |  |
| Curtius Schulten            | deutscher Künstler                                                                       |  |
| Ewald Schulz                | deutscher Politiker (NSDAP), MdR                                                         |  |
| Karl Schuster               | deutscher Brauwissenschaftler                                                            |  |
| Willie Seaweed              | kanadischer Holzschnitzkünstler vom Volk der Kwakiutl                                    |  |
| Theodor Sexl                | österreichischer theoretischer Physiker                                                  |  |
| Gordon Sigurjonson          | isländisch-kanadischer Eishockeytrainer                                                  |  |
| Abdi Sinimo                 | somalischer Musiker                                                                      |  |
| Iwan Iwanowitsch Smirnow    | sowjetischer Offizier und Widerstandskämpfer                                             |  |
| Robert Stieler              | deutscher Bildhauer                                                                      |  |
| Richard Taaffe              | österreichisch-irischer Edelsteinkundler (Gemmologe) und -sammler                        |  |
| Erling Tambs                | norwegischer Schriftsteller und Segler                                                   |  |
| Ernst Tesseraux             | deutscher SS-Führer                                                                      |  |
| James Thompson              | englischer Tischtennisspieler und -funktionär                                            |  |
| Hans Ucko                   | deutscher Mediziner                                                                      |  |
| Ferenc Uhereczky            | ungarischer Radrennfahrer                                                                |  |
| Andrew David Urshan         | kadscharischer Assyrer, Evangelist und Schriftsteller                                    |  |
| Kurt Vogel                  | deutscher Offizier, Beteiligter am Mord an Rosa Luxemburg                                |  |
| Ferenc Völgyesi             | ungarischer Hypnosespezialist                                                            |  |
| Hans Weigert                | deutscher Kunsthistoriker                                                                |  |
| Horst Weiß                  | deutscher Fußballspieler                                                                 |  |
| Wilhelm Wernicke            | deutscher Sportfunktionär                                                                |  |
| Veronica Whall              | britische Glasmalerin                                                                    |  |
| Norman J. Whitney           | US-amerikanischer Anglist                                                                |  |
| Theodor Winkens             | deutscher Widerstandskämpfer im Nationalsozialismus                                      |  |
| John Russell Young          | US-amerikanischer Politiker                                                              |  |